# لوکاس کلاپفر
لوکاس کلاپفر (انگلیسی: Lukas Klapfer؛ زادهٔ ۲۵ دسامبر ۱۹۸۵) از برندگان مدال‌های بازی‌های المپیک زمستانی ۲۰۱۴ اهل اتریش است.